# 当皮埃尔莱孔夫朗
当皮埃尔莱孔夫朗（法語：Dampierre-lès-Conflans，法語發音：[dɑ̃pjɛʁ lɛ kɔ̃flɑ̃]，意为“孔夫朗附近的当皮埃尔”）是法国上索恩省的一个市镇，属于吕尔区。

## 地理
当皮埃尔莱孔夫朗（47°50'53"N, 6°11'7"E）面积10.37 平方千米，位于法国勃艮第-弗朗什-孔泰大區上索恩省，该省份为法国东部内陆省份，北起顺时针与孚日省、贝尔福地区省、杜省、汝拉省、科多尔省和上马恩省接壤。
与当皮埃尔莱孔夫朗接壤的市镇（或旧市镇、城区）包括：布吉尼翁莱孔夫朗、朗泰讷河畔孔夫朗、巴西涅、昂什农库尔和沙泽勒、普莱讷蒙、圣雷米昂孔泰。

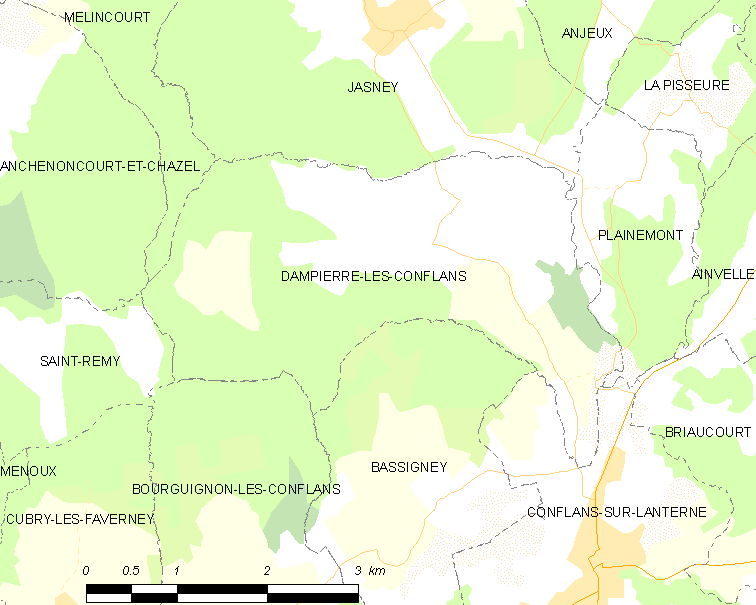
当皮埃尔莱孔夫朗的OSM定位图

当皮埃尔莱孔夫朗的时区为UTC+01:00、UTC+02:00（夏令时）。

## 行政
当皮埃尔莱孔夫朗的邮政编码为70800，INSEE市镇编码为70196。

## 政治
当皮埃尔莱孔夫朗所属的省级选区为索恩港县。

## 人口

1962-2008年间当皮埃尔莱孔夫朗人口变化图示

当皮埃尔莱孔夫朗于2022年1月1日时的人口数量为258人。